# Barajul Monteynard

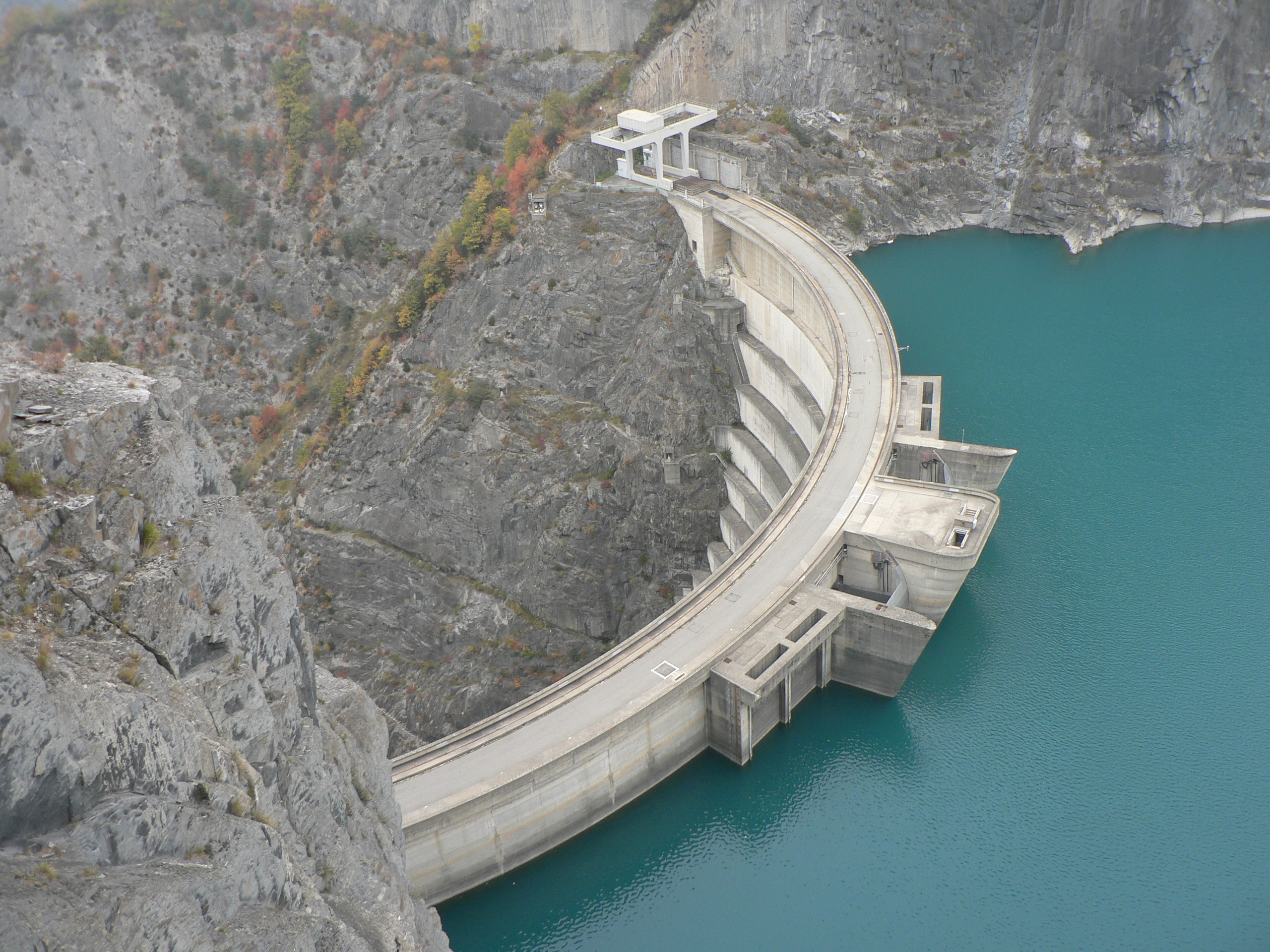
Barajul Monteynard- vedere generală

Barajul Monteynard este un baraj în de arc construit în anul 1962, pe râul Drac, în departamentul Isère, din sud-estul Franței. Barajul, cu o  înălțime de 153 m este situat la o altitudine de 630 m și se află la o distanță de 25 km sud de Grenoble și 10 km de localitatea La Mure.
Lacul de acumulare Monteynard-Avignonet creat în amonte de baraj are o suprafață de 6,60 km2 și o adâncime maximă de 115 metri.

## Galerie de imagini

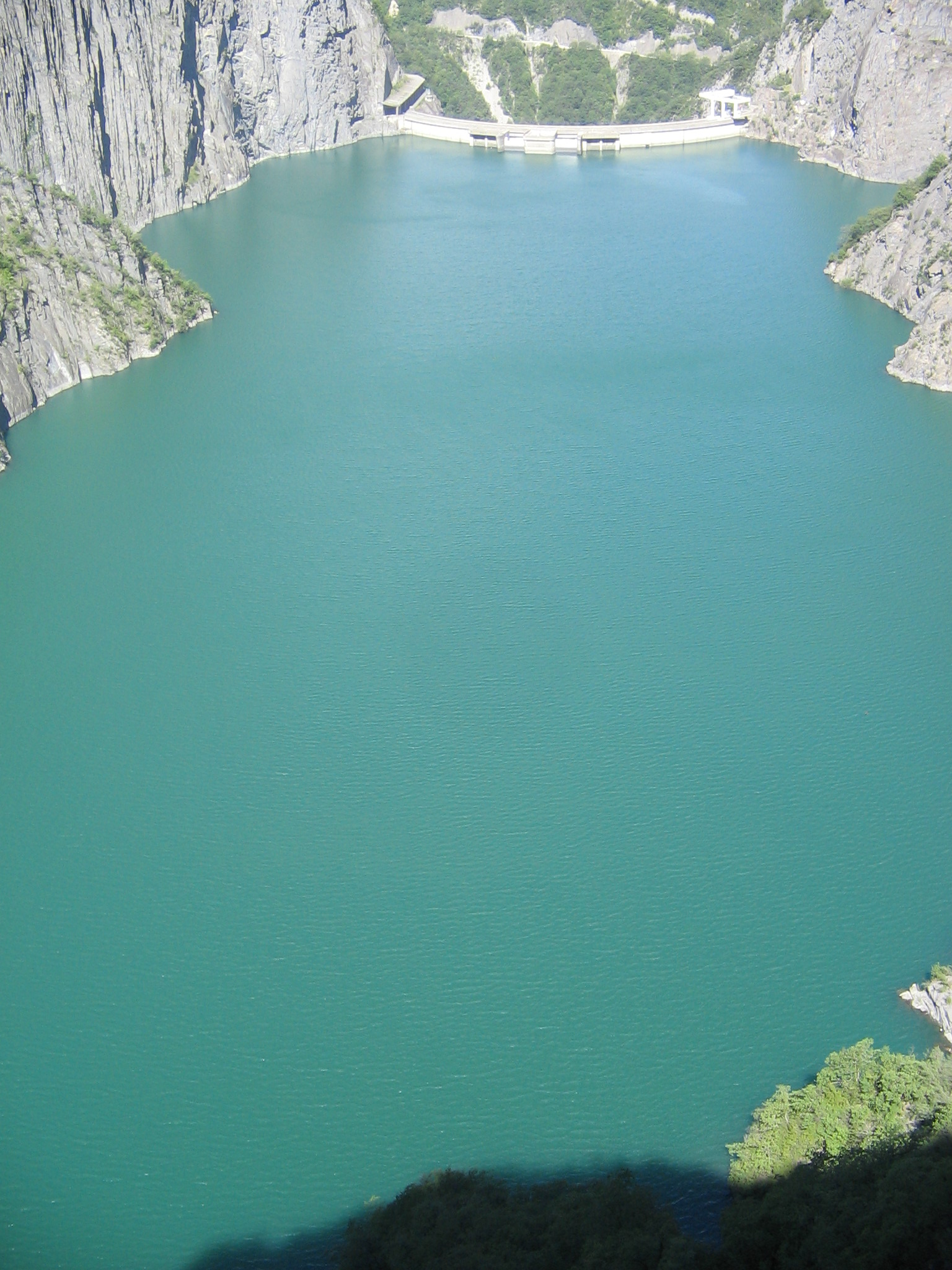
Lacul şi barajul
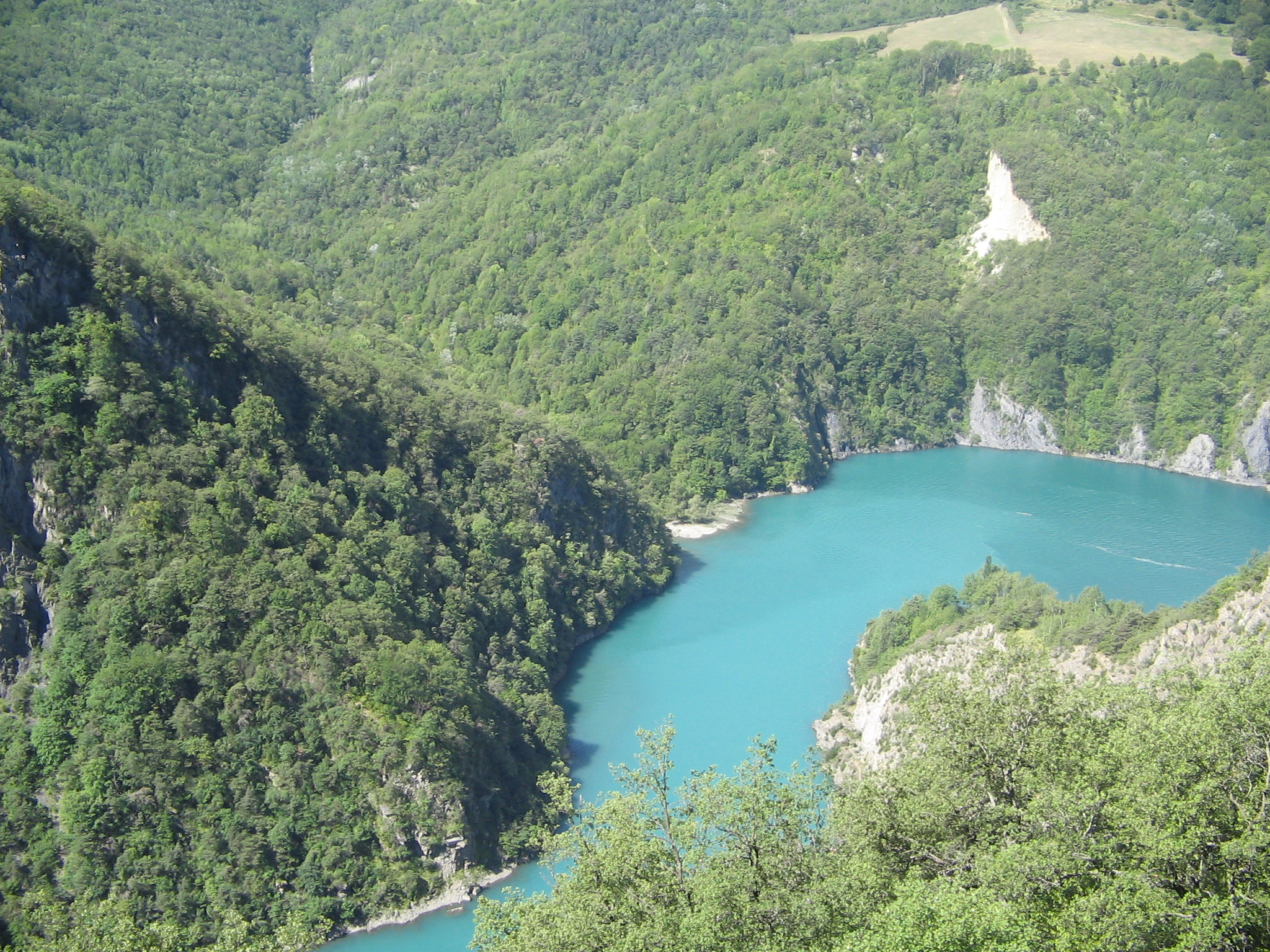
Lacul Monteynard-Avignonet